# Clements Pond
De Clements Pond is een meer in de Canadese provincie Newfoundland en Labrador. Het meer heeft een oppervlakte van 13 ha en bevindt zich in de gemeente Portugal Cove-St. Philip's op het eiland Newfoundland.

## Geografie

### Ligging
De Clements Pond ligt in het uiterste oosten van Newfoundland, meer bepaald in het noordoostelijke gedeelte van het schiereiland Avalon. Het bevindt zich centraal op het grondgebied van Portugal Cove-St. Philip's, een gemeente die deel uitmaakt van de Metropoolregio St. John's en die een twintigtal qua oppervlak vergelijkbare meertjes telt.
Het meer ligt in een bosrijk gebied net ten noordoosten van de dorpskern van Portugal Cove aan de Bauline Line Extension, de verbindingsweg naar Bauline.

### Beschrijving
Het 13 ha metende meer heeft een ruwweg driehoekige vorm met een relatief breed noordelijk gedeelte dat naar het zuiden toe steeds verder versmalt. De Clements Pond heeft langs zijn noord-zuidas een lengte van zo'n 600 m terwijl het in het noorden een maximale breedte van circa 350 meter heeft.
Vrijwel de volledige oostzijde (langs de Bauline Line Extension) evenals een deel van de westoever (langs de Farm Road) is bebouwd met huizen. Het gaat om een 15-tal privéwoningen en vakantiehuizen met relatief grote tuinen die uitgeven op het meer. De rest van de oever is begroeid door naaldbomen. Er is geen algemene toegang tot de Clements Pond voorzien voor het brede publiek.
In het noorden wordt het meertje aangevuld door een naamloos beekje. Een beek die bekendstaat als de  Millers Pond River verlaat het meer bij het zuidelijkste punt en stroomt richting de nabijgelegen Millers Pond. Via die beek behoort de Clements Pond tot het stroomgebied van de Main River.

## Vissen
De Clements Pond is rijk aan regenboogforel. Vooral het zuidelijke uiteinde van het meer is een goeie locatie om te vissen. De recreatieve visserij naar regenforel wordt op de Clements Pond vooral bedreven door de eigenaars en huurders van de panden aan de oevers (die bijna allemaal een kleine aanlegsteiger hebben).